# Lectio difficilior potior
El principi  lectio difficilior potior  (que en llatí significa, literalment, la lectura més difícil és la més forta) és un principi de la crítica textual. És un principi intern de la filologia, independent dels criteris d'avaluació en la qual una lectio particular s'hagi trobat.

## Origen
Aquest principi forma part d'un conjunt de criteris establerts en el segle XVIII, en el context de la batalla cultural durant la Il·lustració, amb l'objectiu de donar una base neutra per a la descoberta de l'Urtext, superant el pes de l'autoritat i de les tradicions. El principi fou elaborat per primera vegada per Johann Albrecht Bengel, en el seu Prodromus Novi Testamenti Graeci Rectè Cautèque Adornandi (1725) i emprat concretament en el seu Novum Testamentum Graecum (1734). Posteriorment va ser divulgat per Johann Jakob Wettstein, a qui sovint se sol atribuir.

## Aplicació
Quan manuscrits diferents amb el mateix text estan en conflicte en una paraula, el terme més inusual és també, amb una gran probabilitat, el més fidel a l'original. L'assumpció és que els texts que han arribat a través de la tradició manuscrita, els copistes substituïen molt sovint les paraules difícils o inusuals amb una de més actual i comuna. El fenomen contrari, segons aquest principi, es considera menys probable.
S'aplica en l'exegesi bíblica quan es tracta de comparar les variants del mateix treball, per exemple les variants textuals del Nou Testament com la que hi ha a una fórmula de sinònims, creada per Johann Albrecht Bengel: Proclivi praestat ardua ("La difícil [lliçó] preval sobre el fàcil"). Aquest principi és paral·lel al de Lectio brevior potior ("La lliçó més curta és la millor"). Ambdues són les dues regles bàsiques de la crítica textual del Nou Testament.